# Grönborg

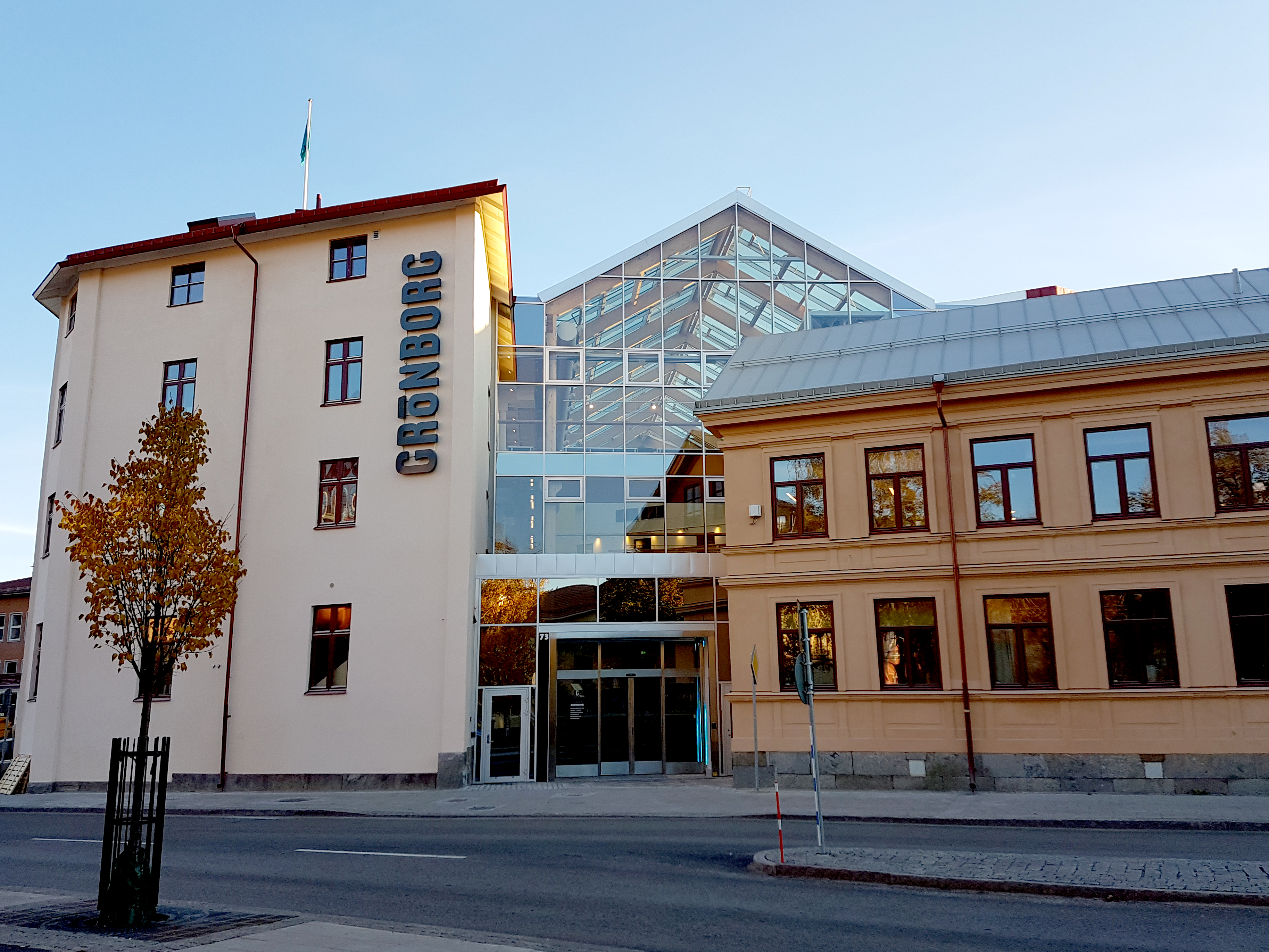
Grönborgs huvudentré på Storgatan 73.

Grönborg är en byggnad mellan campusdelarna Åkroken och Åkanten i stadsdelen Västermalm i Sundsvall. Här finns coworking space, mötesrum och eventytor, restaurang och flera företag, så som BizMaker och Bron Innovation. Mittuniversitetet har förlagt sin kommunikationsavdelning, universitetsledningens kansli och samverkansavdelning till Grönborg.

## Historia
Fastigheten uppfördes 1875 till 1877 för att husera nybildade Grönborgs Bryggeri AB samt en disponentbostad. Verksamheten - och tillika kvarteret - fick sitt namn från en gammal färgargård vid Selångersån. Bryggeriets grundare var skeppsredaren Lars Magnus Altin, vinfabrikör Harald Wilhelm Lundqvist och grosshandlaren Carl Olof Wessén. 
Bryggeriet var mycket framgångsrikt, men försvann år 1918 efter att verksamheten blivit uppköpt. Sedan dess har Grönborg använts som föreningslokal, skola, restaurang, bostad, dagcenter, med mera.
Fastigheten totalrenoverades 2015-2017 av det kommunala fastighetsbolaget SKIFU för en kostnad av cirka 110-120 miljoner kronor.  Bland annat glasades innergården in och på den östra huskroppen höjdes taket.
I slutet av augusti 2016 flyttades Sundsvalls studenters kårhus AB (som ägdes av Studentkåren i Sundsvall) sin verksamhet från Sundsvalls gamla kårhus till Restaurang Grönborg.' I januari 2019 försattes Sundsvalls Studenters Kårhus AB i konkurs. Restaurangverksamheten, inklusive nattklubben Medelpads nation, drevs från våren 2019 vidare av Agneta Lindholm, tidigare VD i SSK AB, men nu i eget bolag men gick sommaren 2020 i konkurs. Ägarna till restaurang Grankotten på Norra berget tog över restaurangdriften från hösten 2020.